# AlbaStar
AlbaStar S.A. is een kleine Spaanse chartermaatschappij opgericht door Italiaanse ondernemers. Het hoofdkantoor van de luchtvaartmaatschappij is gevestigd in Palma de Mallorca. Ze werd opgericht op 30 november 2009 en verkreeg haar vergunning voor het vervoer van passagiers en vracht (Air Operator Certificate, AOC) op 30 juni 2010. De eerste vlucht werd daags nadien gevlogen.
De hoofdaandeelhouders in AlbaStar zijn Italiaanse bedrijven uit de toeristische en logistieke sector: Italy Aviation Service Group, Kenobi Group en Femar Group.
De toestellen hebben Milaan-Malpensa en Palma de Mallorca als thuishaven.
AlbaStar vliegt geregelde chartervluchten tussen Italiaanse luchthavens en luchthavens in de Balearen; verder o.m. ook chartervluchten naar populaire bedevaartsoorden zoals Lourdes (een vanaf Maastricht Aachen Airport), Santiago de Compostella en Fátima.
AlbaStar is lid van de belangenorganisatie International Air Carrier Association (IACA).

## Luchtvloot
De vloot van AlbaStar bestond in september 2021 uit:
| Toesteltype    | Aantal | passagiers |
| -------------- | ------ | ---------- |
| Boeing 737-800 | 5      | 189        |
| Totaal         | 5      |            |